# M48 Patton

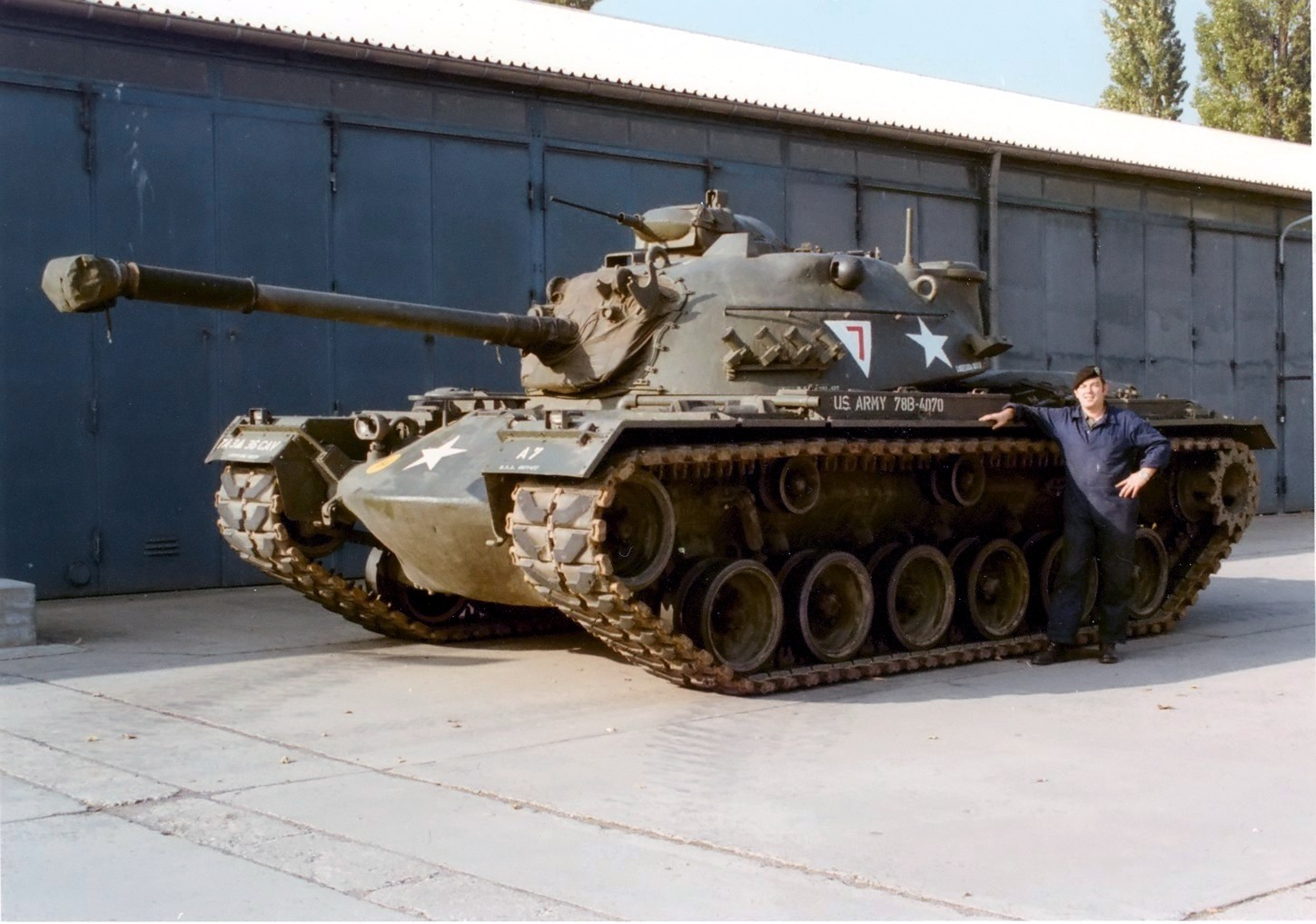
M48A2C

M48 «Генерал Паттон» (M48 General Patton III; Patton III; Patton 48) — середній танк США першого покоління 1950-х років. Був спроєктований в 1950 — 1951 роках як танк нового покоління, призначений для заміни в збройних силах США всіх середніх танків попередніх моделей. M48 ґрунтувався на дослідному важкому танку M103 та використовував ряд конструктивних нововведень, насамперед повністю литі броньовий корпус та башта еліпсоїдної форми. Серійне виробництво танка було розпочато в 1952 і тривало до 1959 році, коли він був змінений на конвеєрі заснованим на ньому танком M60; за цей період було випущено 11 703 танка M48 в декількох варіантах. Із середини 1960-х років велика частина випущених M48 була модернізована до рівня, близького до базового M60.